# オナニ
オナニ（イタリア語: Onanì）は、イタリア共和国サルデーニャ州ヌーオロ県にある、人口約400人の基礎自治体（コムーネ）。

## 地理

### 位置・広がり
ヌーオロ県北部のコムーネ。県都ヌーオロから北北東へ21km、オルビアから南へ49km、州都カリャリから北へ143kmの距離にある。

#### 隣接コムーネ
隣接するコムーネは以下の通り。
- ビッティ
- ロデ
- ルーラ